# Petai Kayu
Petai Kayu is een bestuurslaag in het regentschap Seluma van de provincie Bengkulu, Indonesië. Petai Kayu telt 540 inwoners (volkstelling 2010).